# Десмініт (мацерал)
Десмініт (англ. desminite) — групова назва мацералів бурого вугілля, в яких не збереглася рослинна структура. Належить до групи гумініту.
Від десмініту, зокрема, залежать технологічні властивості ульмініту (Mincev, 1964).